# Perispuda khasiana
Perispuda khasiana là một loài tò vò trong họ Ichneumonidae.